# Douglas Savage
Douglas Alfred Savage (ur. 1892 w Oksfordzie, zm. 1967 tamże) – angielski asów myśliwskich okresu I wojny światowej. Odniósł 7 zwycięstw powietrznych. Odznaczony Military Medal.
Douglas Alfred Savage urodził się w Oksfordzie jako trzecie dziecko księgarza Alfreda i Kezia Marian de la Mare.
Po służbie w jednostkach liniowych w 1917 roku został przeniesiony do Royal Flying Corps. Po dwumiesięcznej służbie w No. 82 Squadron RAF został przydzielony do wyposażonej w Bristol F.2 Fighter jednostce No. 62 Squadron RAF (styczeń 1918).
Został przydzielony do pary z obserwatorem porucznikiem Louisem M. Thompsonem. Razem odnieśli 5 zwycięstwa powietrznych. Pierwsze zwycięstwo powietrzne 26 marca 1918 roku. 12 kwietnia odniósł podwójne zwycięstwo nad samolotem Albatros D.V w okolicach Aubers oraz nad Pfalz D.III na wschód od Estaires. 21 kwietnia na zachód od Lille zestrzelili dwa samoloty niemieckie. Wkrótce po tym ich samolot został ostrzelany, trafiony i uszkodzony przez artylerię przeciwlotniczą.  Savage i Thompson awaryjnie lądowali w okolicach Armentières.  Ostatnie siódme zwycięstwo odniósł 2 czerwca nad samolotem Fokker Dr.I z obserwatorem Williamem N. Holmesem.